# Tashi Phuntsok
Tashi Phuntsok  (tibétain : བཀྲ་ཤིས་ཕུན་ཚོགས་, Wylie : bkra shis phun tshogs ; né en 1958 au Tibet) est un homme politique tibétain.

## Biographie
Tashi Phuntsok est né à Nyalam, au Tibet, en 1958. Il fait ses études à l'École centrale pour les Tibétains (CST) de Mussoorie en Inde. Il obtient ensuite un BA Hons., un LLB à Chandigarh, un E.Ed à Bangalore et un diplôme en psychothérapie à Vellore. Il est un chef de la jeunesse du camp de réfugiés tibétains de Kollegal (en), où il enseigne pendant 6 ans. Pendant ses études universitaires, il est président du Congrès de la jeunesse tibétaine régional de Chandigarh à deux reprises. Plus tard, il rejoint le Congrès de la jeunesse tibétaine central et en est secrétaire général de 1989 à 1992.
Il rejoint l'administration centrale tibétaine en 1993 et est responsable du bureau Afrique et Moyen-Orient du Département de l'information et des relations internationales. Il a joué un rôle important dans l'organisation de la première visite du dalaï-lama en Afrique du Sud et sa rencontre avec le président Nelson Mandela en 1996.
De 1997 à 2001, il est le représentant du dalaï-lama en Afrique du Sud. De 2001 à 2005, il est le représentant du Bureau du Tibet à Paris et Bruxelles. En 2005, il est nommé secrétaire général de la Tibetan Homes Foundation à Mussoorie. De 2010 à 2012 il est nommé représentant principal des établissements tibétains de l'Inde du sud, à Bangalore.
Le 8 février 2013, il est nommé secrétaire du Département de l'information et des relations internationales.
Le 9 février 2015, il rencontre le vice-ministre des Affaires étrangères de l'Afrique du Sud, Mme Nomaindia Mfeketo (en), dans son bureau, et est rejoint par le représentant du Bureau du Tibet de Pretoria, Mme Nangsa Choedon, et M. Guy Lieberman, présenté comme un membre du groupe Friends of Tibet.
Depuis 2016, il est à nouveau le représentant du Bureau du Tibet à Paris et Bruxelles.  Après son départ à la retraite le 16 mai 2022, Rigzin Choedon Genkhang lui succède .